# 薛丁山

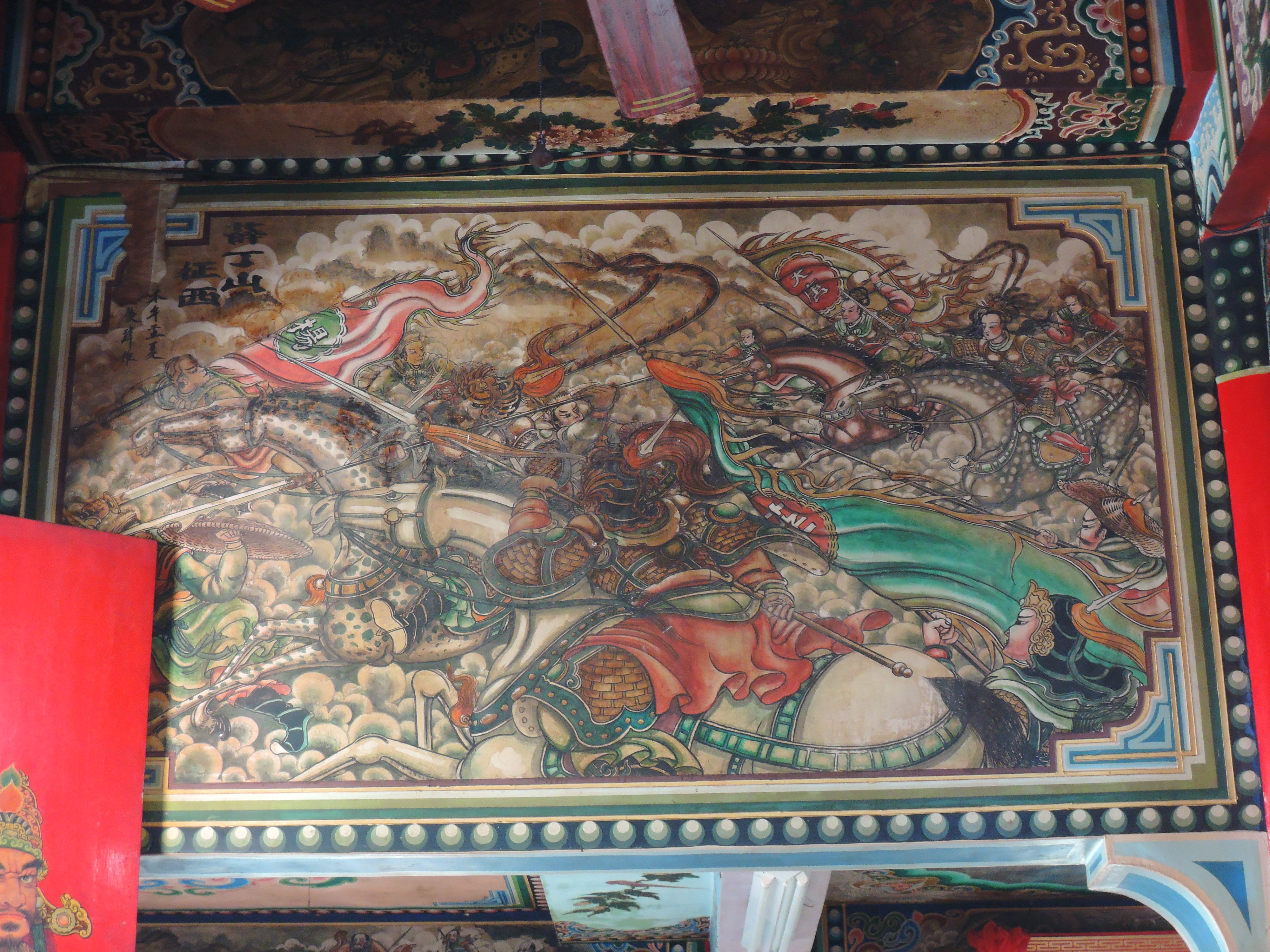
薛丁山征西（廟宇彩繪素材，攝於台灣澎湖的菜園東安宮）

薛丁山，中國戲曲與民間故事虛構的唐朝將軍，與西涼國女將樊梨花相愛並一同打敗西涼，原型為唐朝大將薛仁貴之子薛訥。

## 小說
清朝如蓮居士《薛丁山征西》故事是距離《西遊記》的事件53年後，其中鐵扇公主是一位居住在火焰山的修行居士。樊梨花對陣五龍公主時受阻於其陣法，樊梨花派了秦漢及竇一虎請求協助；秦漢往西天觀音寺，竇一虎則以土行術前往火焰山，商借芭蕉扇一用，承諾用畢即還，果真借得芭蕉扇。但回營覆令時被不明所以的善財童子（紅孩兒）誤會是賊，幸秦漢趕到化解誤會。後破五龍陣之黃龍公主的魔性火，由善才童子帶回歸還。

## 戲劇
- 薛丁山征西：黄日华 飾、冯志丰（童年）
- 薛丁山與樊梨花（電視歌仔戲）：楊麗花 飾
- 薛丁山救五美（電視歌仔戲）：葉青 飾
- 情牽萬里樊江關（舞台劇歌仔戲）：黃香蓮 飾
- 烽火奇遇结良缘：馬德鐘 飾
- 移山倒海樊梨花：馬景濤 飾
- 大唐女将樊梨花：刘恺威 飾
- 薛丁山：迟帅 饰
- 隋唐英雄3、4：叶祖新 飾
- 隋唐英雄5：黃海冰 飾